# Academic Ranking of World Universities

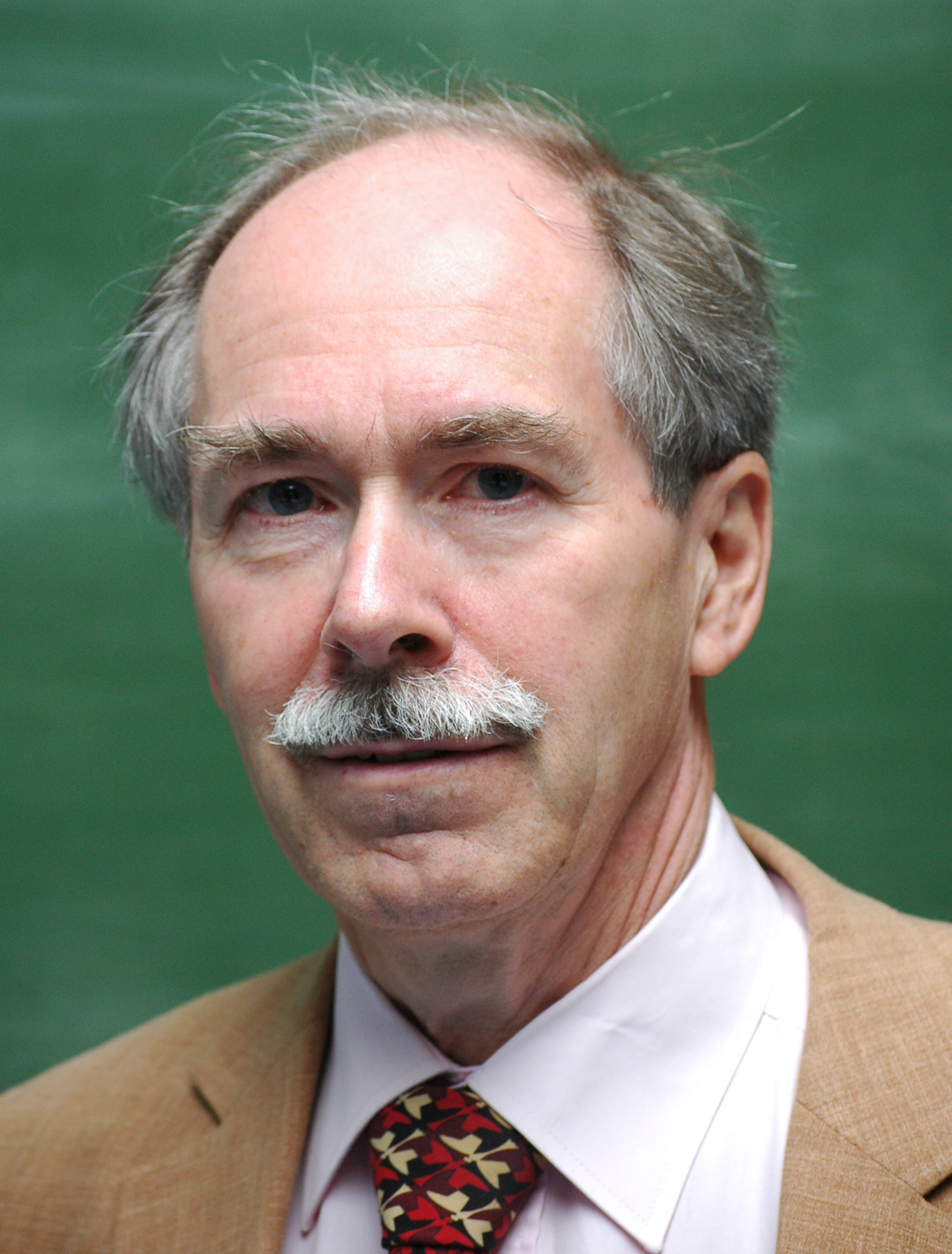
Gerard 't Hooft, Nobelprijswinnaar en hoogleraar aan de Universiteit Utrecht, de hoogstgeplaatste Nederlandse instelling op de ranglijst.

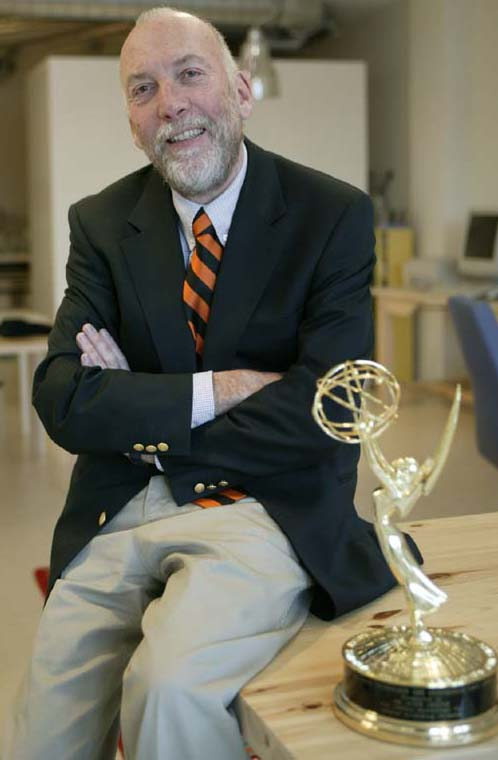
Kees Schouhamer Immink, winnaar IEEE Medal of Honor,
alumnus Technische Universiteit Eindhoven, 49e plaats in de ranglijst voor ingenieurswetenschappen en informatica in 2015.

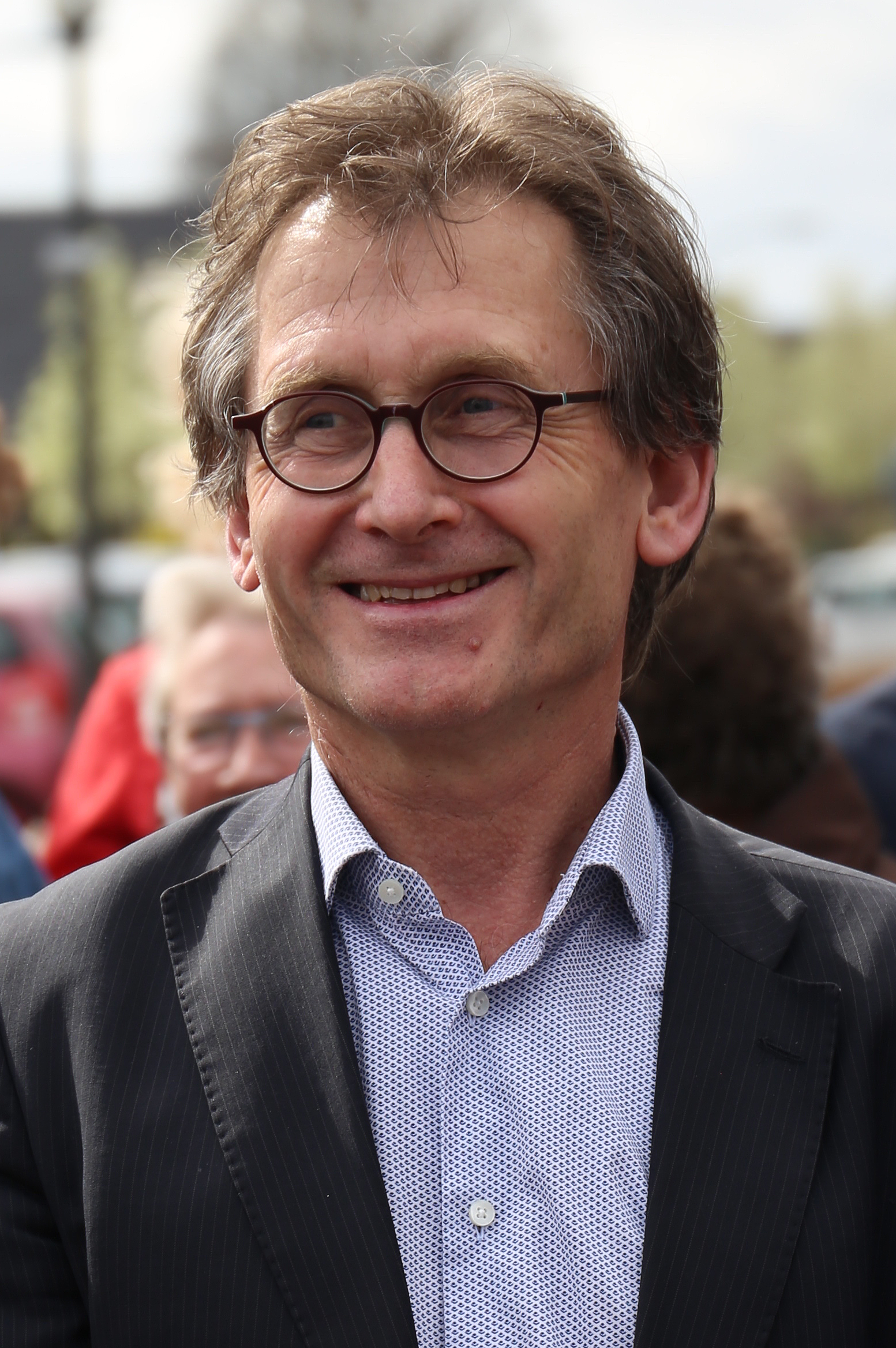
Ben Feringa, Nobelprijswinnaar, alumnus en hoogleraar aan de
Universiteit Groningen, 76e plaats in de ranglijst.

De Academic Ranking of World Universities (ARWU, "academische wereldranglijst van universiteiten"), ook wel Shanghai ranking ("Shanghai-ranglijst") genoemd, is een jaarlijks gepubliceerde ranglijst van universiteiten gerangschikt op de kwaliteit van het wetenschappelijk onderzoek aan die instellingen. Naast een algemene ranglijst worden ook ranglijsten per vakgebied gepubliceerd. De ranglijsten worden sinds 2003 jaarlijks samengesteld en gepubliceerd door de Jiaotong-universiteit van Shanghai. Sinds 2009 wordt de ranglijst gepubliceerd door de Shanghai Ranking Consultancy. 
De ARWU was de eerste internationale ranglijst van universiteiten op basis van meerdere criteria. De ranglijst wordt beschouwd als een van de drie invloedrijkste en meest vooraanstaande ranglijsten van universiteiten, naast de QS World University Rankings en Times Higher Education World University Rankings. Volgens de Chronicle of Higher Education is de ARWU de bekendste en invloedrijkste wereldwijde ranglijst van universiteiten.

## Beste universiteiten
De top wordt gedomineerd door Amerikaanse universiteiten. De Harvard-universiteit staat sinds 2003 elk jaar op de eerste plaats. De enige niet-Amerikaanse universiteiten in de top 20 in 2023 zijn de Universiteit van Cambridge (4e plaats), de Universiteit van Oxford (7e plaats), de Universiteit Parijs-Saclay (15e plaats), University College London (17e plaats) en ETH Zürich (20e plaats).
De hoogstgeplaatste universiteit in Nederland (2023) was de Universiteit Utrecht (52e plaats). Daarnaast stonden ook de Universiteit van Groningen (76e) en de Erasmus Universiteit Rotterdam (88) in de top-100. In België was de Universiteit Gent (84e plaats) de hoogstgeplaatste instelling, en behaalde de KU Leuven de 86e plaats.
In de ranglijsten per wetenschapsgebied (Global Ranking of Academic Subjects) halen enkele Nederlandstalige instellingen in 2023 de top 50. 
Bij natuurwetenschappen stond de Université Libre de Bruxelles 30e in de lijst voor fysica. Universiteit Utrecht stond 17e voor aardwetenschappen. De Wageningen University behaalde plaats 16 bij geografie, gevolgd door de Universiteit Utrecht (20e), de Universiteit van Amsterdam (31e) en de KU Leuven (39e). Wageningen University behaalde plaats 6 bij ecologie, waar ook Universiteit Utrecht (45e) en de Universiteit Gent (50e) werden geklasseerd. Bij oceanografie prijken Universiteit Utrecht (7e) en de Technische Universiteit Delft (18e), bij de atmosferische wetenschappen Universiteit Utrecht (39e), Wageningen University (41e) en de Vrije Universiteit Amsterdam (48e). 
In de ingenieursdisciplines behaalde Rijksuniversiteit Groningen de 19e en Technische Universiteit Delft de 33e plaats in automatie & controle, KU Leuven stond 50e in biomedische ingenieurswetenschappen, de Technische Universiteit Delft 32e voor civiele techniek en de Technische Universiteit Delft 24e, Wageningen University 37e en Universiteit Utrecht 46e voor milieuwetenschappen. Bij hydrologie worden vier Nederlandse universiteiten geklasseerd: Delft op de 12e, Wageningen op de 19e, Utrecht op de 29e en de Universiteit Twente op de 41e plaats. Wageningen University staat 12e en Universiteit Gent 35e voor voedingsleer. Bij biotechnologie zijn Wageningen (34e) en Gent (45e) geklasseerd, bij luchtvaarttechniek Delft met een 9e plaats, bij  maritieme en oceanografische bouwkunde haalt Delft een 13e plaats. Bij transportwetenschappen gaat het om Delft (6e) en Eindhoven (42e). Remote sensing levert Twente een 17e en Wageningen een 36e positie.
In de life sciences staat Wageningen University op drie en Gent op 27 voor de landbouwwetenschappen, in de diergeneeskunde staat de Universiteit Gent op vijf, Utrecht op 10 en Wageningen op 12.
Bij de medische wetenschappen stond de Universiteit van Amsterdam op plaats 33 in de ranglijst voor klinische geneeskunde, gevolgd door de Erasmus Universiteit Rotterdam op de 46e plaats en de KU Leuven op de 49e plaats. In het vakgebied van volksgezondheid zijn de Erasmus Universiteit Rotterdam (36e), de Universiteit Utrecht (31e) en de Universiteit van Amsterdam (34e) gerangschikt. In tandheelkunde verschijnt KU Leuven op de 22e plaats, Radboud Universiteit op de 30e en Universiteit van Amsterdam op de 36e plaats. Voor nursing zijn UGent (12), UvA (24), VU (26), RU (29) en KU Leuven (37) gerangschikt. Bij de medische technologie gaat het om Leiden (10), Utrecht (19), UvA (22), RU (23), VU (25), RUG (37), de Erasmus Universiteit Rotterdam (38), de KU Leuven (49) en de Universiteit Maastricht (50). De rangschikking voor de farmaceutische wetenschappen heeft in de top 50 Utrecht op 16, Leuven op 22 en Leiden op 26.
In de sociale wetenschappen zijn er noteringen voor Erasmus Universiteit Rotterdam (34) voor economie, KU Leuven (34) voor statistiek, UvA (45) en VU (47) voor rechten, UvA (15) en Leiden (33) voor politieke wetenschappen, UvA (10), Utrecht (26) en Groningen (40) voor sociologie, Utrecht (31), VU (41) en UvA (47) voor pedagogie en Universiteit van Amsterdam (1), Leuven (21), VU (28), Groningen (31), Antwerpen (36), Erasmus Universiteit Rotterdam (43), Gent (47) en Utrecht (50) voor communicatiewetenschappen. De UvA (8), VU (15), Radboud (26), Utrecht (32), Leuven (33), Groningen (35) en Gent (48) zijn gerangschikt in de top 50 voor psychologie, Erasmus Universiteit Rotterdam (4), Groningen (15), Tilburg (36) en KU Leuven (40) voor Business Administration, Erasmus Universiteit Rotterdam (30) en Tilburg (50) voor financiewezen, Erasmus Universiteit Rotterdam (5) voor management en Leiden (2), Utrecht (3), Rotterdam (4), VU (17), Radboud (20), Antwerpen (22), Gent (29), UvA (35), Tilburg (40) en Leuven (43) voor publieke bestuurskunde. Voor bibliotheek- en informatiekunde wordt Rotterdam met een 39e plaats genoteerd.

## Methodologie
De Shanghai-ranglijst vergelijkt 1.200 hogeronderwijsinstellingen wereldwijd op basis van een formule opgebouwd uit de volgende criteria:
- Aantal alumni die een Nobelprijs (natuurkunde, scheikunde of medicijnen), IEEE Medal of Honor of Fields-medaille hebben ontvangen (10%)[6];
- Aantal stafleden die een Nobelprijs (natuurkunde, scheikunde of medicijnen), IEEE Medal of Honor of Fields-medaille hebben ontvangen (20%);
- Aantal stafleden die worden erkend door het Institute for Scientific Information als veel geciteerde wetenschappers (20%);
- Aantal wetenschappelijke artikelen gepubliceerd in de vooraanstaande wetenschappelijke tijdschriften Nature en Science (20%);
- Citatiescore in de Science Citation Index en Social Sciences Citation Index, databases van citaties van wetenschappelijke artikelen (20%);
- De hierboven genoemde meetstaven genormaliseerd per capita, dat wil zeggen gedeeld met het aantal stafleden (10%);

De ARWU-methodologie wordt over het algemeen beschouwd als een transparente en objectieve vergelijking. Zo zei Chris Patten, hoofd van de Universiteit van Oxford, bijvoorbeeld: "de methodologie lijkt redelijk betrouwbaar ... het lijkt een goede poging tot een eerlijke vergelijking".
De methodologie is ontworpen door de Chinese onderzoekers N.C. Liu en  Y. Cheng. Volgens Lui en Cheng was het oorspronkelijke doel van de ranglijstmethodologie om te bepalen hoe groot het gat was tussen Chinese universiteiten en de wereldwijd meest vooraanstaande universiteiten wat betreft de kwaliteit van onderzoek. Volgens Lui en Cheng moeten ARWU en andere ranglijsten niet gebruikt worden zonder een degelijk begrip van de achterliggende methodologie en de beperkingen daarvan.

## Kritiek
Volgens critici legt de ranglijst te veel nadruk op natuurwetenschappen en te weinig op sociale en geesteswetenschappen, en houdt het geen rekening met de kwaliteit van het hoger onderwijs aan de instellingen.
Een artikel in Scientometrics in 2007 concludeerde dat de ranglijst niet kon worden gereproduceerd met de methode van Liang en Cheng. In een artikel in Scientometrics in 2009 concludeerden Franse en Belgische wetenschappers dat er te weinig aandacht is geweest voor de keuze van criteria, en dat de verkeerde criteria gekozen zijn.